# Ekspres Air
Ekspres Air of Premiair is een Indonesische chartermaatschappij met haar thuisbasis in Jakarta.

## Geschiedenis
Ekspres Air werd opgericht in 1992 als Rajawali Air. In 1999 werd de naam gewijzigd in Post Ekspress Prima. In 2005 werd de huidige naam ingevoerd.

## Vloot
De vloot van Ekspres Air bestond in september 2011 uit:
- 1 Embraer ERJ-135